# وانغ جون هوي
وانغ جون هوي (بالصينية: 王军辉) هو لاعب كرة قدم صيني في مركز الوسط، ولد في 18 مايو 1995 في شنجن في الصين. لعب مع نادي سانغتشو مايتي ليونز ونادي غوانزو.

## وصلات خارجية
- وانغ جون هوي على موقع قاعدة بيانات كرة القدم.إي يو (الإنجليزية)
- وانغ جون هوي على موقع Soccerway.com (الإنجليزية)